# 만화 혐중국류
《만화 혐중국류》(일본어: マンガ 嫌中国流 만가 겐츄고쿠류[*], ISBN 9784883808038)는 야마노 샤린(山野 車輪)의 우익 만화로, 제목을 통해 알 수 있듯이 중국이 비난의 대상이다. 전작인 만화 혐한류와 같은 전개 방식을 따르고 있으며, 혐한류를 출판했던 신유샤(晋遊舎)에서 출판하였다.

## 소개
만화 혐중국류는 반일 교육과 난징 대학살, 일본의 대(對) 중국 ODA, 중국의 대외 정책, 환경 문제 등에 대해 일본 극우주의를 중심으로 한 왜곡된 주장을 중심으로 그려졌고 중국(중화인민공화국)을 비난의 대상으로 삼고 있으며 다. 만화책의 겉표지에는 "일본 해체가 목적인 세계 제일의 반일 국가, 이것이 중국이다!"라는 주장이 적혀 있다.

## 등장인물
등장인물은 전작인 만화 혐한류와 대동소이하다.

## 중국측 반응
혐중국류가 일본에서 정식 출판되었을 때 이 사실을 안 중국 네티즌들이 블로그를 통해 알렸지만 당시 베이징 올림픽과 관련된 일련의 큰 사건들 때문에 혐중국류의 존재는 대중적으로 알려지지 못했다. 그러나 중국의 언론이 올림픽과 관련하여 반일 감정을 크게 다루자 이와 마찬가지로 반일 감정이 크게 형성되었다.

## 목차
제 1화 〈반일 국가 중국〉
반일 폭동과 애국
제 2화 〈대(對) 중국 ODA의 실태〉
끝없이 〈배상금〉을 요구하는 중국
제 3화 〈아시아를 침략하는 중국〉
티베트 학살과 일본의 안보를 위협하는 중국
제 4화 〈중국인이 지구를 병들게 한다〉
중국산 식품과 중국의 환경오염이 주는 전체적 피해
제 5화 〈중국인 유학생의 정체〉
중국인 유학생은 일본의 "범죄 집단"이며 "공작원"이다
제 6화 〈세계가 비난하는 베이징 올림픽〉
피로 물든 평화의 상징
제 7화 〈반일 매체와 반일 교육〉
반일 교육과 애국 교육을 동시에 펼치는 중국 공산당
제 8화 〈난징 대학살의 진실〉
난징 대학살의 진짜 피해자는 따로 있다
에필로그 〈일중 우호의 길〉

## 단행본
- 《만화 혐중국류》 (야마노 샤린 작, 신유샤 출판 ISBN 9784883808038)

## 같이 보기
- 일본의 우익단체
- 네토우요
- 만화 혐한류